# Nashville (Oregon)
Nashville az Amerikai Egyesült Államok északnyugati részén, Oregon állam Lincoln megyéjében elhelyezkedő önkormányzat nélküli település.
Alapítója az Angliából érkezett Wallis Nash. A posta 1888 és 1978 között működött.

## Fordítás
- Ez a szócikk részben vagy egészben  a   Nashville, Oregon című angol Wikipédia-szócikk ezen változatának fordításán alapul.  Az eredeti cikk szerkesztőit annak laptörténete sorolja fel. Ez a jelzés csupán a megfogalmazás eredetét és a szerzői jogokat jelzi, nem szolgál a cikkben szereplő információk forrásmegjelöléseként.